# Xenobatrachus rostratus
Xenobatrachus rostratus és una espècie de granota que viu a Indonèsia i Papua Nova Guinea.